# 일주동로
일주동로(日走東路, Iljudong-ro)는 제주특별자치도 제주시 화북동 국립제주박물관 교차로에서 제주특별자치도 서귀포시 대륜동 서귀포시외버스터미널삼거리를 잇는 제주특별자치도의 도로이다.

## 역사
- 1980년 8월 20일 : 남제주군 표선면 표선리 1.849km 구간 개통, 기존 구간 폐지[1]
- 1990년 8월 22일 : 도로명을 일주도로로 지정[2]
- 1994년 1월 20일 : 남제주군 성산읍 오조리 ~ 고성리 2.02km 구간 개통 및 기존 2.17km 구간 폐지[3], 남제주군 성산읍 시흥리 1.45km 구간 개통 및 기존 1.65km 구간 폐지[4], 북제주군 구좌읍 평대리 ~ 하도리 2.4km 구간 개통[5], 북제주군 조천읍 신촌리 ~ 북촌리 6.2km 구간 개통 및 기존 7.5km 구간 폐지[6]
- 2002년 12월 31일 : 성산 ~ 표선간 도로((남제주군 성산읍 고성리 ~ 신천리) 11.75km 구간과 (표선면 하천리 ~ 표선리) 4.6km 구간) 확장 개통, 기존 3.75km 구간 폐지[7]
- 2005년 11월 : 표선 ~ 남원간 도로(남제주군 표선면 세화리 ~ 남원읍 남원리) 총 3.7km 구간 개통, 기존 지정 구간 폐지[8]
- 2015년 3월 20일 : 조천우회도로 개통으로 인해 기존 제주시 조천읍 신촌리 ~ 구좌읍 동복리 10.7km 구간 지방도 지정 해제[9]

## 주요 경유지
제주특별자치도
- 제주시 (화북동 · 건입동 · 화북동 · 삼양동 · 조천읍 · 구좌읍) - 서귀포시 (성산읍 · 표선면 · 남원읍 · 하효동 · 효돈동 · 토평동 · 동홍동 · 서귀동 · 서홍동 · 호근동 · 서호동 · 법환동 · 서호동 · 법환동)

## 노선
| 이름                        | 접속 노선                                         | 소재지        | 소재지              | 비고                   |
| 동광로와 직결               | 동광로와 직결                                     | 동광로와 직결 | 동광로와 직결       | 동광로와 직결          |
| --------------------------- | ------------------------------------------------- | ------------- | ------------------- | ---------------------- |
| 국립제주박물관 교차로       | 국가지원지방도 제97호선 (번영로) 동문로           | 제주시        | 화북동              | 지방도 제1132호선 구간 |
| 제주대학교 사라캠퍼스       | 건화길                                            | 제주시        | 화북동              | 지방도 제1132호선 구간 |
| 별도교                      |                                                   | 제주시        | 화북동              | 지방도 제1132호선 구간 |
| 오현고앞 교차로             | 선반로 거로동길 동제원길                          | 제주시        | 화북동              | 지방도 제1132호선 구간 |
| (화북초등학교)              | 화남로                                            | 제주시        | 화북동              | 지방도 제1132호선 구간 |
| 화북남문입구 교차로         | 진남로6길 청풍남4길                               | 제주시        | 화북동              | 지방도 제1132호선 구간 |
| 화북1동                     | 동화로                                            | 제주시        | 화북동              | 지방도 제1132호선 구간 |
| 삼양교                      |                                                   | 제주시        | 화북동              | 지방도 제1132호선 구간 |
| 삼양동                      |                                                   | 제주시        |                     | 지방도 제1132호선 구간 |
| 삼양검은모래해변입구 교차로 | 삼봉로 선사로                                     | 제주시        |                     | 지방도 제1132호선 구간 |
| 삼양검문소 교차로           | 연삼로                                            | 제주시        |                     | 지방도 제1132호선 구간 |
| 신촌진드르 교차로           | 지방도 제1132호선 (조천우회로)                    | 제주시        | 조천읍              | 지방도 제1132호선 구간 |
| (문서교)                    | 신와로                                            | 제주시        | 조천읍              |                        |
| 진드르 교차로               | 신북로                                            | 제주시        | 조천읍              |                        |
| 평화통일불사리탑            | 조와로                                            | 제주시        | 조천읍              |                        |
| 조천사거리                  | 국가지원지방도 제99호선 (남조로)                  | 제주시        | 조천읍              |                        |
| 사장 교차로                 | 함대로                                            | 제주시        | 조천읍              |                        |
| 회남 교차로                 | 함덕18길 함덕남10길                               | 제주시        | 조천읍              |                        |
| 함덕초중교앞 교차로         | 함와로                                            | 제주시        | 조천읍              |                        |
| 북촌리                      | 북선로                                            | 제주시        | 조천읍              |                        |
| 북촌삼거리                  | 신북로                                            | 제주시        | 조천읍              |                        |
| 북촌 교차로                 | 북흘로                                            | 제주시        | 조천읍              |                        |
| 동복 교차로                 | 동복로                                            | 제주시        | 구좌읍              |                        |
| 동남 교차로                 | 지방도 제1132호선 (조천우회로)                    | 제주시        | 구좌읍              | 지방도 제1132호선 구간 |
| 동복입구 교차로             | 동복로                                            | 제주시        | 구좌읍              | 지방도 제1132호선 구간 |
| 김녕입구 교차로             | 김녕로                                            | 제주시        | 구좌읍              | 지방도 제1132호선 구간 |
| 김녕리 교차로               | 선유로                                            | 제주시        | 구좌읍              | 지방도 제1132호선 구간 |
| 김녕중학교앞 교차로         | 김녕로8길 김녕남6길                               | 제주시        | 구좌읍              | 지방도 제1132호선 구간 |
| 김녕리사거리                | 김송로                                            | 제주시        | 구좌읍              | 지방도 제1132호선 구간 |
| 김녕입구 교차로             | 김녕로                                            | 제주시        | 구좌읍              | 지방도 제1132호선 구간 |
| 만장굴입구 교차로           | 월덕로 월정서로                                   | 제주시        | 구좌읍              | 지방도 제1132호선 구간 |
| 월정리 교차로               | 월행남길 월정3길                                  | 제주시        | 구좌읍              | 지방도 제1132호선 구간 |
| 입수 교차로                 | 행원로                                            | 제주시        | 구좌읍              | 지방도 제1132호선 구간 |
| 행원 교차로                 | 덕행로 행원로2길                                  | 제주시        | 구좌읍              | 지방도 제1132호선 구간 |
| 한동 교차로                 | 행원로                                            | 제주시        | 구좌읍              | 지방도 제1132호선 구간 |
| (한동리서동)                | 한동로 한동북1길                                  | 제주시        | 구좌읍              | 지방도 제1132호선 구간 |
| 평대초교앞 교차로           | 지방도 제1112호선 (비자림로)                      | 제주시        | 구좌읍              | 지방도 제1132호선 구간 |
| 갓머리삼거리                | 구좌로                                            | 제주시        | 구좌읍              | 지방도 제1132호선 구간 |
| 세화중학교앞 교차로         |                                                   | 제주시        | 구좌읍              | 지방도 제1132호선 구간 |
| 세화리 교차로               | 충렬로 세화8길                                    | 제주시        | 구좌읍              | 지방도 제1132호선 구간 |
| 세화고입구 교차로           | 세종로 세화12길                                   | 제주시        | 구좌읍              | 지방도 제1132호선 구간 |
| 면수동삼거리                | 구좌로                                            | 제주시        | 구좌읍              | 지방도 제1132호선 구간 |
| 하도입구 교차로             | 문주란로                                          | 제주시        | 구좌읍              | 지방도 제1132호선 구간 |
| 창흥 교차로                 | 하종로 하도13길                                   | 제주시        | 구좌읍              | 지방도 제1132호선 구간 |
| 종달 교차로                 | 세종로 종달로                                     | 제주시        | 구좌읍              | 지방도 제1132호선 구간 |
| 종달1 교차로                | 용눈이오름로                                      | 제주시        | 구좌읍              | 지방도 제1132호선 구간 |
| 중동 교차로                 | 종달로                                            | 제주시        | 구좌읍              | 지방도 제1132호선 구간 |
| 시흥 교차로                 | 시흥상동로                                        | 서귀포시      | 성산읍              | 지방도 제1132호선 구간 |
| 송내 교차로                 | 시흥상동로                                        | 서귀포시      | 성산읍              | 지방도 제1132호선 구간 |
| 성산고교입구 교차로         | 한도로                                            | 서귀포시      | 성산읍              | 지방도 제1132호선 구간 |
| 오조리사거리                | 병문로 오조로95번길                               | 서귀포시      | 성산읍              | 지방도 제1132호선 구간 |
| 오조 교차로                 | 고성오조로                                        | 서귀포시      | 성산읍              | 지방도 제1132호선 구간 |
| (성산포신협)                | 고성동서로 고성중앙로 산성효자로 고성동서로45번길 | 서귀포시      | 성산읍              | 지방도 제1132호선 구간 |
| 고성 교차로                 | 지방도 제1119호선 (서성일로) 일출로               | 서귀포시      | 성산읍              | 지방도 제1132호선 구간 |
| 성산 교차로                 | 고성오조로                                        | 서귀포시      | 성산읍              | 지방도 제1132호선 구간 |
| 신양 교차로                 | 난고로 신양로                                     | 서귀포시      | 성산읍              | 지방도 제1132호선 구간 |
| 상동 교차로                 | 온평관전로 혼인지로                               | 서귀포시      | 성산읍              | 지방도 제1132호선 구간 |
| 온평 교차로                 | 난산온평로 온평애향로                             | 서귀포시      | 성산읍              | 지방도 제1132호선 구간 |
| 난산 교차로                 | 신난로                                            | 서귀포시      | 성산읍              | 지방도 제1132호선 구간 |
| 신산 교차로                 | 독자봉로 환해장성로111번길 환해장성로121번길      | 서귀포시      | 성산읍              | 지방도 제1132호선 구간 |
| 서동 교차로                 | 환해장성로                                        | 서귀포시      | 성산읍              | 지방도 제1132호선 구간 |
| 삼달 교차로                 | 삼달로 삼달하동로                                 | 서귀포시      | 성산읍              | 지방도 제1132호선 구간 |
| 신풍 교차로                 | 신풍하동로                                        | 서귀포시      | 성산읍              | 지방도 제1132호선 구간 |
| 신천리 교차로               | 신천동로 풍천로                                   | 서귀포시      | 성산읍              | 지방도 제1132호선 구간 |
| 평화교                      |                                                   | 서귀포시      | 성산읍              | 지방도 제1132호선 구간 |
| 표선면                      |                                                   | 서귀포시      |                     | 지방도 제1132호선 구간 |
| 하천리 교차로               | 하천달산로 일주동로5645번길                       | 서귀포시      |                     | 지방도 제1132호선 구간 |
| 하천 교차로                 | 표선동서로                                        | 서귀포시      |                     | 지방도 제1132호선 구간 |
| 표선 교차로                 | 국가지원지방도 제97호선 (번영로) (표선중앙로)     | 서귀포시      |                     | 지방도 제1132호선 구간 |
| 관통 교차로                 | 가시로 표선관정로                                 | 서귀포시      |                     | 지방도 제1132호선 구간 |
| 세화 교차로                 | 세성로212번길                                     | 서귀포시      |                     | 지방도 제1132호선 구간 |
| 한지 교차로                 | 표선동서로                                        | 서귀포시      |                     | 지방도 제1132호선 구간 |
| 가마 교차로                 | 세성로                                            | 서귀포시      |                     | 지방도 제1132호선 구간 |
| 표선해안도로입구 교차로     | 민속해안로                                        | 서귀포시      |                     | 지방도 제1132호선 구간 |
| 산물통 교차로               |                                                   | 서귀포시      |                     | 지방도 제1132호선 구간 |
| 토산중앙 교차로             | 토산강왓로                                        | 서귀포시      |                     | 지방도 제1132호선 구간 |
| (토산2리)                   | 토산중앙로                                        | 서귀포시      |                     | 지방도 제1132호선 구간 |
| 제2송천교                   |                                                   | 서귀포시      |                     | 지방도 제1132호선 구간 |
| 남원읍                      |                                                   | 서귀포시      |                     | 지방도 제1132호선 구간 |
| 신흥 교차로                 | 신흥로 태신해안로                                 | 서귀포시      |                     | 지방도 제1132호선 구간 |
| 세천교                      |                                                   | 서귀포시      |                     | 지방도 제1132호선 구간 |
| 삼덕 교차로                 | 태신삼석로                                        | 서귀포시      |                     | 지방도 제1132호선 구간 |
| 소금밭 교차로               | 태위로                                            | 서귀포시      |                     | 지방도 제1132호선 구간 |
| 뒷못동 교차로               | 태신로                                            | 서귀포시      |                     | 지방도 제1132호선 구간 |
| 금성동 교차로               | 태수로                                            | 서귀포시      |                     | 지방도 제1132호선 구간 |
| 제2태흥교                   |                                                   | 서귀포시      |                     | 지방도 제1132호선 구간 |
| 태흥1리입구 교차로          | 태흥중동로 태수로143번길                          | 서귀포시      |                     | 지방도 제1132호선 구간 |
| 가원 교차로                 | 태흥중앙로                                        | 서귀포시      |                     | 지방도 제1132호선 구간 |
| 하나로교                    |                                                   | 서귀포시      |                     | 지방도 제1132호선 구간 |
| 진은 교차로                 | 태수로143번길 태위로723번길                       | 서귀포시      |                     | 지방도 제1132호선 구간 |
| 남원 교차로                 | 국가지원지방도 제99호선 (남조로)                  | 서귀포시      |                     | 지방도 제1132호선 구간 |
| 남원중학교사거리            | 남한로                                            | 서귀포시      |                     | 지방도 제1132호선 구간 |
| 남원119센터사거리           | 남위남성로 남원체육관로221번길                    | 서귀포시      |                     | 지방도 제1132호선 구간 |
| 위미3리 교차로              | 남위남성로247번길 태위로361번길                   | 서귀포시      |                     | 지방도 제1132호선 구간 |
| 대성동입구 교차로           | 위미대성로 위미대원하로                           | 서귀포시      |                     | 지방도 제1132호선 구간 |
| 위미2리 교차로              | 위미중앙로                                        | 서귀포시      |                     | 지방도 제1132호선 구간 |
| 전포1교                     |                                                   | 서귀포시      |                     | 지방도 제1132호선 구간 |
| (전포1교 서측)              | 위미항구로                                        | 서귀포시      |                     | 지방도 제1132호선 구간 |
| 종남1교                     |                                                   | 서귀포시      |                     | 지방도 제1132호선 구간 |
| 위미입구 교차로             | 태위로                                            | 서귀포시      |                     | 지방도 제1132호선 구간 |
| 공천포 교차로               | 신례로                                            | 서귀포시      |                     | 지방도 제1132호선 구간 |
| 하례교                      |                                                   | 서귀포시      |                     | 지방도 제1132호선 구간 |
| 하례1 교차로                | 하례망장포로 하례중앙로                           | 서귀포시      |                     | 지방도 제1132호선 구간 |
| 하례 교차로                 | 하신로                                            | 서귀포시      |                     | 지방도 제1132호선 구간 |
| 효례교                      |                                                   | 서귀포시      |                     | 지방도 제1132호선 구간 |
| 효돈동                      |                                                   | 서귀포시      |                     | 지방도 제1132호선 구간 |
| 효돈입구 교차로             | 효돈로                                            | 서귀포시      |                     | 지방도 제1132호선 구간 |
| (효돈농협하나로마트)        | 칠십리로 하신상로                                 | 서귀포시      |                     | 지방도 제1132호선 구간 |
| 신효입구삼거리              | 효돈로                                            | 서귀포시      |                     | 지방도 제1132호선 구간 |
| 신효교                      |                                                   | 서귀포시      |                     | 지방도 제1132호선 구간 |
| 영천동                      |                                                   | 서귀포시      |                     | 지방도 제1132호선 구간 |
| 비석거리 교차로             | 지방도 제1131호선 (516로) 태평로 정방연로         | 서귀포시      |                     | 지방도 제1132호선 구간 |
| 비석거리 교차로             | 지방도 제1131호선 (516로) 태평로 정방연로         | 서귀포시      | 동홍동              | 지방도 제1132호선 구간 |
| 동홍사거리                  | 동홍로                                            | 서귀포시      |                     | 지방도 제1132호선 구간 |
| 중앙교                      |                                                   | 서귀포시      |                     | 지방도 제1132호선 구간 |
| 북:동홍동 남:중앙동         |                                                   | 서귀포시      |                     | 지방도 제1132호선 구간 |
| 중앙로터리                  | 동문로 서문로 중앙로                              | 서귀포시      |                     | 지방도 제1132호선 구간 |
| 중앙로터리                  | 동문로 서문로 중앙로                              | 서귀포시      | 북:서홍동 남:천지동 | 지방도 제1132호선 구간 |
| 서홍2교                     |                                                   | 서귀포시      |                     | 지방도 제1132호선 구간 |
| 서홍동                      |                                                   | 서귀포시      |                     | 지방도 제1132호선 구간 |
| 솜반천 교차로               | 서홍로                                            | 서귀포시      |                     | 지방도 제1132호선 구간 |
| 용당 교차로                 | 호근서로호                                        | 서귀포시      | 대륜동              | 지방도 제1132호선 구간 |
| 수모루 교차로               | 서호호근로 이어도로 태평로                        | 서귀포시      | 대륜동              | 지방도 제1132호선 구간 |
| 월드컵경기장입구 교차로     | 신서귀로                                          | 서귀포시      | 대륜동              | 지방도 제1132호선 구간 |
| 서귀포시외버스터미널삼거리  | 월드컵로                                          | 서귀포시      | 대륜동              | 지방도 제1132호선 구간 |
| 일주서로와 직결             |                                                   |               |                     |                        |

## 주요 건물 및 시설
- 국립제주박물관 (제주특별자치도 제주시 일주동로 17)
- 제주대학교 사라캠퍼스 (제주특별자치도 제주시 일주동로 61)
- 오현중학교, 오현고등학교 (제주특별자치도 제주시 일주동로 101)
- 화북초등학교 (제주특별자치도 제주시 일주동로 157)
- 뉴월드마트 삼화점 (제주특별자치도 제주시 일주동로 233)
- 삼양파출소 (제주특별자치도 제주시 일주동로 397)
- 평화통일불사리탑 (제주특별자치도 제주시 조천읍 일주동로 884)
- 조천도서관 (제주특별자치도 제주시 조천읍 일주동로 1180)
- 함덕초등학교 (제주특별자치도 제주시 조천읍 일주동로 1231)
- 함덕중학교 (제주특별자치도 제주시 조천읍 일주동로 1234)
- 북촌초등학교 (제주특별자치도 제주시 조천읍 일주동로 1481)
- 북촌리사무소 (제주특별자치도 제주시 조천읍 일주동로 1514)
- 사조리조트 제주지점 (제주특별자치도 제주시 조천읍 일주동로 1616-7)
- 김녕리사무소 (제주특별자치도 제주시 구좌읍 일주동로 2045)
- 한국해양과학기술원 제주연구소 (제주특별자치도 제주시 구좌읍 일주동로 2670)
- SK바이오랜드 제주공장 (제주특별자치도 제주시 구좌읍 일주동로 2706-26)
- 제주테크노파크 용암해수산업화지원센터 (제주특별자치도 제주시 구좌읍 일주동로 2706-40)
- 한동초등학교 (제주특별자치도 제주시 구좌읍 일주동로 2831)
- 평대초등학교 (제주특별자치도 제주시 구좌읍 일주동로 2979)
- 평대리사무소 (제주특별자치도 제주시 구좌읍 일주동로 3007)
- 평대리동동복지회관 (제주특별자치도 제주시 구좌읍 일주동로 3080)
- 구좌읍사무소 (제주특별자치도 제주시 구좌읍 일주동로 3116)
- 세화중학교 (제주특별자치도 제주시 구좌읍 일주동로 3132)
- 하도초등학교 (제주특별자치도 제주시 구좌읍 일주동로 3378)
- 하도보건진료소 (제주특별자치도 제주시 구좌읍 일주동로 3413)
- 시흥리사무소 (제주특별자치도 서귀포시 성산읍 일주동로 3916)
- 성산국민체육센터 (제주특별자치도 서귀포시 성산읍 일주동로 4024)
- 코델리아에스호텔 (제주특별자치도 서귀포시 성산읍 일주동로 4186)
- 성산일출봉농협 (제주특별자치도 서귀포시 성산읍 일주동로 4282)
- 성산중학교 (제주특별자치도 서귀포시 성산읍 일주동로 4316)
- 제주동부외국문화학습관 (제주특별자치도 서귀포시 성산읍 일주동로 4318)
- 성산읍사무소 (제주특별자치도 서귀포시 성산읍 일주동로 4330)
- 성산농협농산물유통센터 (제주특별자치도 서귀포시 성산읍 일주동로 4505)
- 온평초등학교 (제주특별자치도 서귀포시 성산읍 일주동로 4740)
- 신산초등학교, 신산중학교 (제주특별자치도 서귀포시 성산읍 일주동로 5104)
- 신산농어민건강관리센터 (제주특별자치도 서귀포시 성산읍 일주동로 5120)
- 성산치안센터 (제주특별자치도 서귀포시 성산읍 일주동로 5122)
- 세화2리사무소 (제주특별자치도 서귀포시 표선면 일주동로 6276)
- NH농협은행 제주수련원 (제주특별자치도 서귀포시 표선면 일주동로 6337)
- 대명샤인빌리조트 (제주특별자치도 서귀포시 표선면 일주동로 6347-17)
- 흥산초등학교 (제주특별자치도 서귀포시 남원읍 일주동로 6642)
- 롯데칠성음료 제주감귤가공공장 (제주특별자치도 서귀포시 남원읍 일주동로 7908)
- 하례초등학교 (제주특별자치도 서귀포시 남원읍 일주동로 8002)
- 서귀포시 동부도서관 (제주특별자치도 서귀포시 일주동로 8232)
- 효돈119센터 (제주특별자치도 서귀포시 일주동로 8234)
- 서귀포시축협, 국민연금공단 서귀포지사 (제주특별자치도 서귀포시 일주동로 8532)
- 서귀포기적의도서관 (제주특별자치도 서귀포시 일주동로 8593)
- 서귀포열린병원 (제주특별자치도 서귀포시 일주동로 8638)
- 제주지방법원 서귀포시법원, 서귀포등기소 (제주특별자치도 서귀포시 일주동로 8690)
- 서귀포여자중학교 (제주특별자치도 서귀포시 일주동로 8820)
- 석부작박물관 (제주특별자치도 서귀포시 일주동로 8941)
- 대륜동주민센터 (제주특별자치도 서귀포시 일주동로 9185)
- 이마트 서귀포점 (제주특별자치도 서귀포시 일주동로 9209)
- 서귀포시외버스터미널 (제주특별자치도 서귀포시 일주동로 9217)